# Лорна Дун
«Лорна Дун: Эксмурский роман» (англ. Lorna Doone: A Romance of Exmoor) — исторический роман английского писателя Ричарда Додриджа Блэкмора, опубликованный в 1869 году. Основан на реальных событиях, происходивших во второй половине XVII века в Эксмуре — области на западе графства Сомерсет и севере графства Девон.

## Создание и издание
Блэкмор написал книгу в 1867 и первой половине 1868 года. Издателя найти было непросто, и по этой причине роман был опубликован год спустя анонимно в трёх томах тиражом всего 500 экземпляров, из которых лишь 300 было продано. Будучи переиздан под одной обложкой в 1870 году, он принёс автору коммерческий успех и с тех пор регулярно переиздавался не только в Англии, но и в странах Британского Содружества, а также во всём англоязычном мире, сделавшись бестселлером и завоевав оглушительный успех (поначалу у женской аудитории).

## Историческая основа

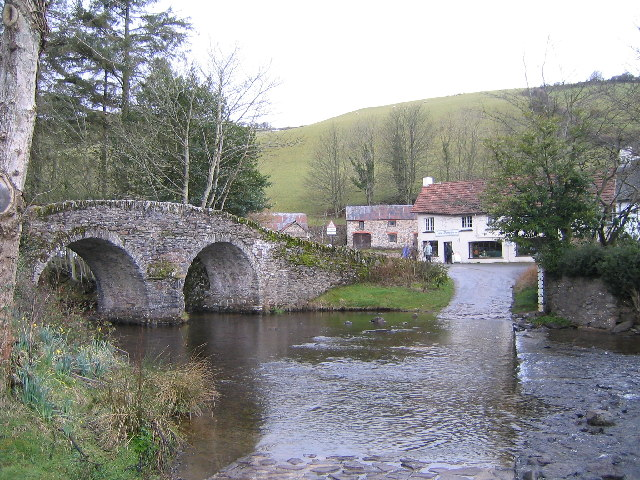
Вид на мост XVII века через реку Badgworthy Water и деревню Мальмсмид в наши дни

Джон Ридд, от лица которого ведется повествование, утверждает, что родился 29 ноября 1661 года, следовательно, в начале действия романа ему 14 лет. Однако в главе 24 он упоминает королеву Анну (1702—1714) как правящую, что свидетельствует о преклонном, по меркам того времени, возрасте рассказчика (свыше 50 лет). Он празднует Новый год 1 января, между тем как в Англии до 1752 года начало нового года отмечалось 25 марта, в день Благовещения (таким образом, 14 февраля 1676 года, к примеру, относилось бы по старому счёту к 1675 году).
Основные события романа происходят в Эксмуре, начинаются в 1673 году, в эпоху Реставрации Стюартов, и разворачиваются во времена «Великой зимы» 1683—1684 годов и восстания Монмута 1685 года.
Согласно предисловию Блэкмора, работая над  своим произведением, он, опираясь на пример Вальтера Скотта, руководствовался, тем не менее, историческими, социальными и моральными представлениями современной ему викторианской эпохи, отразившимися в «романах нравов». Источниками для писателя послужила «История Англии» Томаса Маколея (1859), а также народные легенды, бытовавшие в Эксмуре в его время.
Автор сам посещал школу Бланделла в Тивертоне (графство Девон), упоминаемую в начале повествования, а его родной дед в 1809—1842 годах служил пастором в приходской церкви Святой Марии в Оаре. Одним из известных фактов истории, вдохновивших писателя, считается расстрел молодой женщины по имени Мэри Уиддон в церкви Чагфорда, в Дартмуре в 1641 году.
Вымышленное Блэкмором имя Лорна (англ. Lorna), равно как и фамилии Дун (англ. Doone), Дугал (англ. Dugal) и пр. заимствованы им из шотландских источников. Также возможно, что он назвал свою героиню в честь исторической шотландской области Лорн. По другой версии, главная героиня названа в честь супруги прогрессивного политика лорда Джорджа Кэмпбелла, герцога Аргайла, носившего также титул маркиза Лорна и Кинтайра.
По собственному утверждению писателя, он выбрал для речи своих персонажей «фонологический» стиль, стараясь подчеркнуть в их диалогах интонации и произношение, характерные для людей, действительно живших в XVII веке в Эксмуре.

## Сюжет

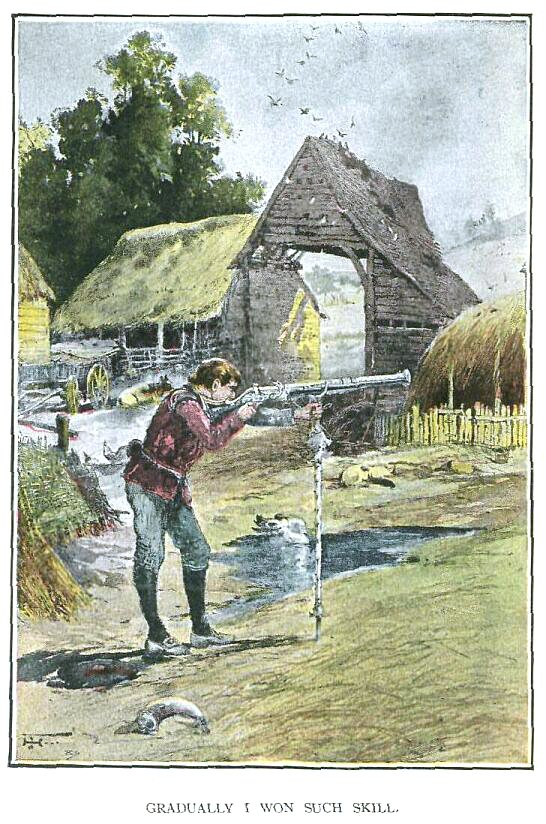
Джон Ридд учится стрелять из отцовского мушкетона. Илл. из издания романа 1893 г.

Основное действие книги происходит в конце XVII века, в приходе Оар, в Эксмуре — исторической области на западе графства Сомерсет и севере графства Девон в Юго-Западной Англии, названной в честь реки Экс. Сегодня подробно описанные Р. Д. Блэкмором в романе долина Ист-Лин и деревня Мальмсмид, лежащая на берегу реки Badgworthy Water, располагаются на территории Эксмурского Национального парка, а окружающая местность получила название «Страны Лорны Дун». 
Джон («Ян» в диалектах Вест-Кантри) Ридд — сын богатого фермера, хладнокровно убитого налётчиком, выходцем из разбойничьего дворянского клана Дунов, укрепившегося в соседней изолированной долине во времена Реставрации.
Затаив в своём сердце месть, он подрастает, становясь опорой для своей семьи, но нечаянно влюбляется в девушку Лорну, оказавшуюся внучкой лорда Энсора Дуна. Ответив Джону взаимностью, Лорна предназначается в супруги наследнику долины жестокому и коварному Карверу Дуну, не терпящему никого, кто мог бы встать на его пути.
Вскоре старый сэр Энсор умирает, Карвер становится хозяином поместья, и не пожелавшая вступать с ним в брак Лорна вынуждена бежать при помощи Джона, укрывшись у него на ферме, поблизости от курганов Пловера. Хотя нападение Дунов на ферму удаётся отбить, положение защитников остаётся весьма шатким. 

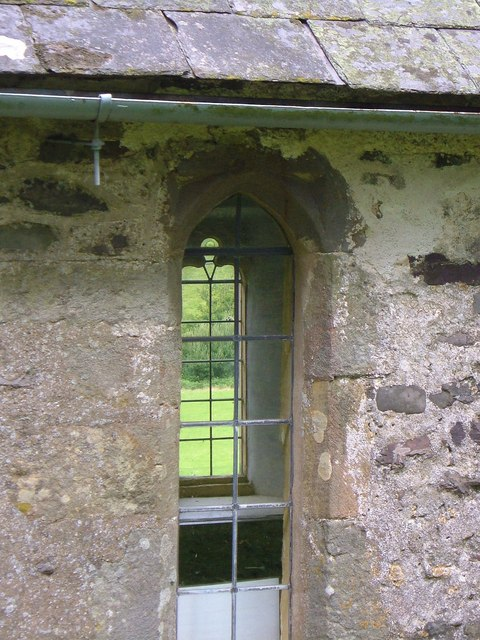
Окно церкви Святой Марии в Оаре, сквозь которое Карвер стрелял в Лорну

Один из родственников Джона замечает на шее Лорны драгоценное ожерелье, принадлежавшее леди Дугал, некогда убитой в окрестностях бандой разбойников. Постепенно выясняется, что Лорна является дочерью покойной, наследницей богатейшего состояния, присвоенного Дунами, дальними родичами Дугалов, убившими её мать и удочерившими с этой целью девочку. Но вывести на чистую воду влиятельный клан грабителей не удаётся, а сам Джон вынужден уехать в Лондон, поступив на канцелярскую службу.
Тем временем умирает король Карл II (1685), и в страну вторгается претендент на престол герцог Монмутский, его незаконнорожденный сын. Дуны решаются поддержать его, в надежде вернуть свои земли. Но мятежники терпят сокрушительное поражение в битве при Седжмуре, а Джон Ридд оказывается под арестом, обвинённый в соучастии бунту. С помощью старого друга ему удаётся очиститься от обвинений, вернувшись в Лондон, где он находит Лорну. После того, как Джон спасает от покушения её законного опекуна Эрла Брандира, Джон получает от нового короля Якова II титул и прощение, а после возвращается в Эксмур.
Здесь он узнаёт, что бесчинства Дунов не прекращаются, поэтому, хорошо зная их логово, Джон отправляется в него вместе с соратниками, расправляясь со всеми, кроме Карвера, сумевшего сбежать. Тем временем Брандир умирает, и официальным опекуном Лорны становится грозный «судья-вешатель» лорд Джеффрейс, позволивший ей выйти за Джона.
Но во время бракосочетания в церкви Св. Марии в Оаре туда врывается Карвер Дун, стреляя в Лорну. Уходя от преследующего его Джона, Карвер тонет в трясине. Возвратившись, Джон с облегчением узнаёт, что его невеста чудом выжила. Молодые живут долго и счастливо…

## Успех у читателей
Захватывающая и трогательная история любви, разворачивающаяся в сельской глуши, на фоне жестокой семейной вражды, неправедных судов, убийств и подлогов, характерных для описанной эпохи, вкупе с природной красотой эксмурских холмов и долины реки Бэджворти, да ещё и оканчивающаяся драматическим финалом, обеспечила книге успех у самых придирчивых читателей. Роман «Лорна Дун», вместе с такими произведениями Блэкмора, как «Алиса Лоррейн» (1875), «Криппс-перевозчик» (1876), «Кристобелл» (1882), «Спрингхейвен» (1887), «Перликросс» (1894) и «Дэриэлл: Суррейский роман» (1897), сделала этого скромного писателя одним из популярных представителей британского неоромантизма.
Известны одобрительные отзывы о «Лорне Дун» таких викторианских авторов, как Маргарет Олифант, Роберт Льюис Стивенсон, Джерард Мэнли Хопкинс и Томас Гарди. Утверждается, что созданием и публикацией своего романа Блэкмор сделал для родного Девоншира примерно то же самое, что сделал сэр Вальтер Скотт для горной Шотландии. Композитор Пуччини планировал написать на этот сюжет оперу. 
«Лорна Дун» была любимой книгой знаменитого австралийского бандита Неда Келли (1854—1880), по примеру одного из героев романа пользовавшегося доспехами.
Несмотря на репутацию «дамского чтива», в 1906 году роман был назван в качестве любимого произведения студентами-мужчинами Йельского университета. С конца XIX в среде английских, европейских и американских туристов сделалось модным посещать долину Ист-Лин в Эксмурском парке, осматривая тамошние достопримечательности, связанные с сюжетом книги Блэкмора. В 2003 году «Лорна Дун» включена в составленный Би-би-си список наиболее любимых британцами романов.

### Увековечивание памяти

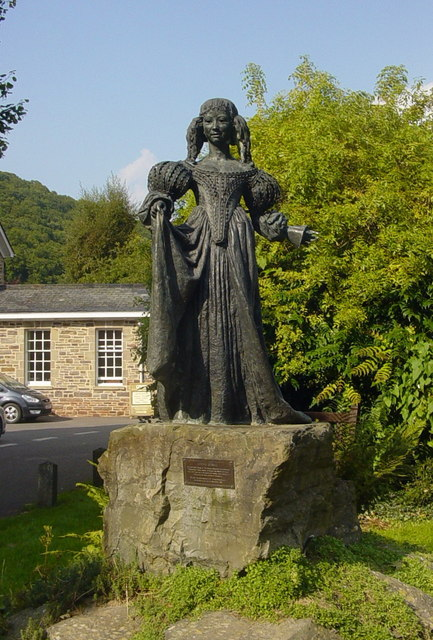
Статуя Лорны Дун в Далвертоне, Сомерсет, 1990 г.

- В 1904 году в Эксетерском кафедральном соборе в честь Р. Д. Блэкмора установлена была памятная доска[5].
- В 1969 году Комитетом, учреждённым для празднования 100-летия романа, у деревни Мальмсмид[англ.] в честь Р. Д. Блэкмора был установлен мемориальный камень[20].
- В 1990 году в Далвертоне[англ.] (графство Сомерсет) установлена статуя Лорны Дун, созданная скульптором Джорджем Стефенсоном и подаренная городу американцем Уитманом Пирсоном.
- В честь Лорны Дун названо песочное печенье, выпускаемое компанией «Набиско».

### Русский перевод
На русский язык роман впервые полностью был переведён лишь в 1991 году омичом Евгением Фельдманом и опубликован два года спустя:
- Блэкмор Ричард Додридж. Лорна Дун. Эксмурский роман / Пер. с англ. Е. Д. Фельдмана. — Омск: Омское книжное изд-во, 1993. — 384 с. — ISBN 5-85540-317-3.

Этот перевод не раз переиздавался московскими издательствами.

### Экранизации
- «Лорна Дун»[англ.] — фильм реж. Уилфреда Ноя[англ.] (Великобритания, 1912); в главной роли — Дороти Беллью[англ.].
- «Лорна Дун»[англ.] — фильм реж. Мориса Турнёра (США, 1922); в главной роли — Мэдж Беллами.
- «Лорна Дун»[англ.] — фильм реж. Бэзила Дина[англ.] (Великобритания, 1934); в главной роли — Виктория Хоппер[англ.].
- «Лорна Дун» — фильм реж. Фила Карлсона (США, 1951); в главной роли — Барбара Хейл.
- «Лорна Дун»[англ.] — телесериал реж. Джеймса Келлана Джонса[англ.] и Брендона Эктона-Бонда (Великобритания, 1963); в главной роли — Джейн Мерроу.
- «Лорна Дун» — мини-сериал реж. Джоан Крафт (Великобритания, 1976); в главной роли — Эмили Ричард.
- «Лорна Дун» — телефильм реж. Эндрю Грива (Великобритания, 1990); в главной роли — Полли Уокер.
- «Лорна Дун» — телефильм реж. Майка Баркера (Великобритания, 2000); в главной роли — Амелия Уорнер.